# Baiamonte Tiepolo
Baiamonte Tiepolo (* in Venedig; † 1328 in Kroatien) war Enkel des Dogen Lorenzo Tiepolo und Urenkel des Dogen Jacopo Tiepolo. Er war Anführer eines Aufstandes, der das Ziel hatte, in Venedig eine Erbmonarchie einzuführen.
Der Aufstand hatte sich aus den Machtkämpfen zwischen den alten und den neuen Familien (Case vecchie und case nuove) entzündet. Ursache der Kämpfe war die serrata von 1297, die so genannte Schließung des Großen Rates.
Mit der Serrata war das Zugangsrecht in den Großen Rat auf einen geschlossenen Kreis von Adelsfamilien beschränkt worden, Neuzugänge waren nur in Ausnahmefällen möglich.
Anführer des Umsturzversuches waren neben Baiamonte dessen Schwiegervater Marco Querini und Mitglieder der Familie der Badoer. Unterstützt wurden sie von der Partei der Popolanen, die beim bisherigen Wahlmodus durch Akklamation der Volksversammlung (arengo) an der Dogenwahl beteiligt waren und die sich jetzt von der Teilnahme an der Macht ausgeschlossen sahen.
Sein Gegenspieler war der aus der apostolischen Familie der Gradenigo stammende Doge Pietro Gradenigo.
Da der Doge frühzeitig von der Verschwörung erfahren hatte, konnte er wirksam Vorkehrungen treffen, und den Aufstand, der am 14. Juni 1310 ausgebrochen war, bereits einen Tag später vollständig niederschlagen. Marco Querini wurde bei den Kämpfen getötet, Badoero Badoer wurde gefangen genommen, zum Tode verurteilt und am 22. Juni 1320 enthauptet. Baiamonte gelang es, mit dem Großen Rat günstige Bedingungen für eine Kapitulation auszuhandeln. Er und weitere seiner Anhänger unter den Mitgliedern des Großen Rates wurden ins Exil geschickt.
Zur Erinnerung an den Aufstand wurde eine der zahlreichen in Venedig üblichen Dogenprozessionen eingerichtet. Jeweils am 15. Juni wurde in einer andata nach der Kirche San Vio des glücklich niedergeschlagenen Aufstandes gedacht.
Der Aufstand des Baiamonte war der letzte Versuch einer Adelsfamilie, eine Erbmonarchie in Venedig durchzusetzen. Nachdem der Aufstand niedergeschlagen worden war, wurde zur Wahrung der Verfassung ein Gerichtshof eingesetzt, der Rat der Zehn, der sich in der Folgezeit zu einem der mächtigsten Verfassungsorgane der Republik entwickeln sollte.